# Saint-Laurent-Lolmie
Pour les articles homonymes, voir Saint-Laurent.
Saint-Laurent-Lolmie est une ancienne commune française, située dans le département du Lot en région Occitanie.  Par arrêté du préfet du Lot en date du 6 décembre 2017, la commune nouvelle de Lendou-en-Quercy est créée en lieu et place des communes de Lascabanes, de Saint-Cyprien et de Saint-Laurent-Lolmie à compter du 1er janvier 2018.

## Géographie
Commune située dans le Quercy blanc sur le Lendou.
Cette ancienne commune est divisée en deux parties, d'une part par la départementale 28 (descendant de Tréjouls) et d'autre part par une dépendance de la départementale 34 à proximité de la commune de Lauzerte : ce qui explique qu'une partie se nomme Saint-Laurent, une autre Lolmie, avec son château, son église et son cimetière.
Il est donc nécessaire de prendre la départementale 28 pour couper la 34 et se rendre dans l'une ou l'autre partie. Au croisement de ces routes se trouve le cœur administratif du village : sa mairie, et le moulin historique (dit de Mouillérac).

### Communes limitrophes
La commune est limitrophe du département de Tarn-et-Garonne.
|            | Montcuq-en-Quercy-Blanc    | Saint-Cyprien (Lendou-en-Quercy) |
| Montlauzun | Saint-Laurent-Lolmie       |                                  |
|            | Tréjouls (Tarn-et-Garonne) | Sauveterre (Tarn-et-Garonne)     |

## Toponymie
Le toponyme Saint-Laurent-Lolmie, en occitan Sent Laurenç, est basé sur l'hagiotoponyme chrétien Laurent de Rome (Laurentius) :  martyr  sur un gril en 258. Lolmie réfère à la seigneurie des de l'Olmie, en occitan de Lormia, issu de òrme ou òlme qui désigne l'ormeau, avec le suffixe -ia.

## Politique et administration
| Période                                  | Période  | Identité                          | Étiquette | Qualité |
| ---------------------------------------- | -------- | --------------------------------- | --------- | ------- |
| 1802                                     | 1813     | François Henry Balmary            |           |         |
| 1813                                     | 1814     | Louis Balmary                     |           |         |
| 1814                                     | 1817     | François Henry Balmary            |           |         |
| 1817                                     | 1821     | Jacques Pigneres                  |           |         |
| 1822                                     | 1832     | Jacques François Hyppolite Cledie |           |         |
| 1832                                     | 1835     | Jean Pigneres                     |           |         |
| 1835                                     | 1837     | Barthélémy Baboulene              |           |         |
| 1837                                     | 1848     | Jean-baptiste Simon Pigneres      |           |         |
| 1848                                     | 1853     | Jacques François Cledie           |           |         |
| 1853                                     | 1861     | Louis Villaret (de)               |           |         |
| 1861                                     | 1863     | Jean Vernais                      |           |         |
| 1864                                     | 1871     | Louis Villaret (de)               |           |         |
| 1871                                     | 1874     | Jean-baptiste Lafage              |           |         |
| 1874                                     | 1876     | Julien Malaret                    |           |         |
| 1876                                     | 1882     | Paul-louis Montmaur (de)          |           |         |
| 1882                                     | 1888     | Julien Malaret                    |           |         |
| 1888                                     | 1892     | Jean-baptiste Lafage              |           |         |
| 1892                                     | 1896     | Julien Malaret                    |           |         |
| 1896                                     | 1900     | Antoine Solacroup                 |           |         |
| 1900                                     | ?        | Julien Malaret                    |           |         |
| mars 2001                                | En cours | Didier Boutard                    |           |         |
| Les données manquantes sont à compléter. |          |                                   |           |         |

## Démographie
L'évolution du nombre d'habitants est connue à travers les recensements de la population effectués dans la commune depuis 1793. Pour les communes de moins de 10 000 habitants, une enquête de recensement portant sur toute la population est réalisée tous les cinq ans, les populations de référence des années intermédiaires étant quant à elles estimées par interpolation ou extrapolation. Pour la commune, le premier recensement exhaustif entrant dans le cadre du nouveau dispositif a été réalisé en 2006.

En 2015, la commune comptait 184 habitants, en évolution de −7,54 % par rapport à 2009 (Lot : +1,31 %, France hors Mayotte : +2,11 %).
| 1793 | 1800 | 1806 | 1821 | 1831 | 1836 | 1841 | 1846 | 1851 |
| ---- | ---- | ---- | ---- | ---- | ---- | ---- | ---- | ---- |
| 319  | 574  | 565  | 621  | 683  | 603  | 631  | 617  | 591  |

| 1856 | 1861 | 1866 | 1872 | 1876 | 1881 | 1886 | 1891 | 1896 |
| ---- | ---- | ---- | ---- | ---- | ---- | ---- | ---- | ---- |
| 606  | 574  | 535  | 540  | 495  | 504  | 507  | 450  | 450  |

| 1901 | 1906 | 1911 | 1921 | 1926 | 1931 | 1936 | 1946 | 1954 |
| ---- | ---- | ---- | ---- | ---- | ---- | ---- | ---- | ---- |
| 422  | 389  | 250  | 323  | 338  | 322  | 337  | 323  | 327  |

| 1962 | 1968 | 1975 | 1982 | 1990 | 1999 | 2006 | 2011 | 2015 |
| ---- | ---- | ---- | ---- | ---- | ---- | ---- | ---- | ---- |
| 290  | 273  | 219  | 200  | 228  | 202  | 195  | 191  | 184  |

## Lieux et monuments
L'église est datée de 1863 (parvis gravé), le cimetière de 1773.
Le château de Lolmie est présent en janvier 2017.

## Personnalités liées à la commune
- Le général Étienne de Villaret (1854-1931) est né le 17 février 1854 et inhumé à Saint-Laurent-Lolmie[9].
- Le général Antoine de Villaret (1852-1926), frère du précédent, est né le 22 février 1852  et inhumé  à Saint-Laurent-Lolmie[10].